# René de Kerret
Jean René Maurice de Kerret (né le 4 septembre 1833 au Château de Lanniron à Quimper où il est mort le 17 juin 1898) est un marin français.

## Biographie
René de Kerret est le petit-fils d’Alexandre Jean René de Kerret de Quillien ,, combattant de la Guerre d’Indépendance américaine et le fils du vicomte Charles-Fidèle de Kerret de Quillien (né en 1803 à Paris, décédé en 1878 à Quimper), lequel racheta en 1833 le domaine de Lanniron à Quimper, et de Marie-Marguerite-Félicie Lefebvre de la Faluère. Il fut officier-dessinateur sur la frégate La Forte d'Auguste Febvrier Despointes, partie de Brest le 2 décembre 1852, il accompagne son cousin Henri de Kersaint chargé d'une mission diplomatique auprès des autorités de l'Équateur à Guayaquil. Les deux hommes franchissent la cordillère des Andes à plus de 3 000 m d'altitude et atteignent Quito. De Kerret effectue durant le voyage de nombreux dessins et aquarelles et prend des notes. 
En septembre 1853, ayant regagné La Forte, de Kerret gagne la Nouvelle-Calédonie où des missionnaires viennent d'être massacrés et, après la prise de possession de l'île par Febvrier Despointes, accompagne celui-ci au Kamtchatka où il assiste au bombardement de Petropavlovsk et au tragique débarquement franco-britannique des 23-26 août 1854. 
De Kerret quitte la marine en 1855 au retour de La Forte et après la mort de Febvrier Despointes et rédige un Journal de mes voyages autour du monde : Brésil, Pérou, Équateur, Tahiti, Honolulu, Kamtchatka, Californie, Mexique, publié en 2004 aux Éditions Cloître.

### Famille

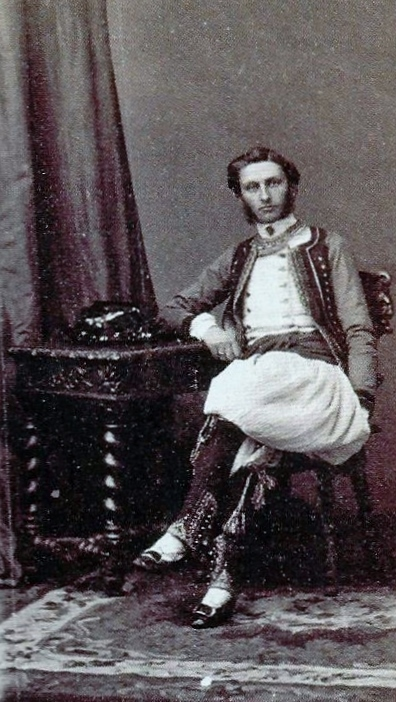
Portrait du vicomte René de Kerret, bienfaiteur de Brasparts.

René de Kerret s'installe alors dans le nouveau château de Quillien, construit sur les plans de l'architecte Joseph Bigot, en Brasparts. Il épouse en 1865 Marie-Léonie Gautier dont il aura des jumelles en 1866, Marie-Joseph-Jeanne de Kerret qui se mariera en 1888 avec le comte George de Bourbon-Busset (parents de Madeleine de Bourbon-Busset) et Marie-Félicie-Isabelle de Kerret qui épousera en 1886 le baron Pierre Séguier.
Sa tombe se trouve dans la chapelle familiale du cimetière de Brasparts, commune dont il fut un bienfaiteur, aidant financièrement notamment à la création du couvent des Filles du Saint-Esprit en 1873, en faisant creuser un puits équipé d'une pompe sur la place des halles en 1890, offrant deux vitraux, le chemin de croix et le reliquaire de saint Jaoua à l'église paroissiale. Il s'intéressa aussi à l'archéologie, offrant à la Société archéologique du Finistère dont il est membre le terrain où se situe l'allée couverte Ti-ar-Boudiged à Brennilis, dont il dirige les fouilles en 1887, tout comme il avait dirigé celles du tumulus de Goarem Huella en Loqueffret l'année précédente.